# 曾溪乡
曾溪乡是中国陕西省安康市石泉县下辖的一个乡。

## 行政区划
曾溪乡下辖以下行政区：
油坊湾村、庄房村、四新村、兴隆村、小沟村、十里沟村、高坎村、印石村、立新村、同庆村、联盟村、瓦窑村、大沟村